# Yoismo
Lo yoismo si attesta come "la prima religione open source al mondo."  È iniziato nella metà degli anni novanta e conta circa 100 partecipanti nell'area di Boston, Massachusetts, dove ha centro, ed un numero indeterminato in tutto il mondo, che si autodefiniscono  yoisti.

## Il "Processo di Fede Open Source"
Lo yoismo è stato plasmato sul modello di sviluppo del software open source e specificamente sulla susseguente esplosione di interesse sulla Wikipedia, un sistema per lo sviluppo collaborativo di un compendio della conoscenza umana. In diretta analogia con la Wikipedia, lo yoismo è stato progettato per essere una collezione/creazione collaborativa di un sistema di segni religiosi che si addica nel modo migliore alle attuali esperienze di vita della gente di ogni parte del pianeta.
Gli yoisti, comunque, non pensano che il modello Wikipedia sia direttamente utilizzabile per i loro fini. Lo yoismo si incentra invece sullo sviluppo di un processo di input/modifica che può essere applicato ai significati ed ai valori umani, come una tecnologia può essere applicata agli interessi umani pur non potendo essere guidata da un punto di vista neutrale. Mentre tutti i modelli open source devono avere strutture che si occupino di risolvere i conflitti, gli scritti yoisti ammettono l'esistenza delle grandi difficoltà inerenti alla collaborazione non-neutrale di tipo open source, ancor più nel caso di una collaborazione incentrata sullo sviluppo di un sistema ideale che guidi i valori, la morale e la validazione della verità. Il loro sito web ed il loro Libro di Yo indicano che il loro modello di collaborazione è ancora in via di affinamento.
Nella loro letteratura, la natura open source in evoluzione dello yoismo è frequentemente contrapposta alla formazione ed al mantenimento delle religioni tradizionali, che dagli yoisti sono viste come chiuse, autoritarie e statiche. Nel loro sito web, possiamo leggere il "Processo di Fede" dello yoismo:
"tende a creare un nuovo modo per un gruppo di esplorare e articolare la natura della realtà e una visione comune per il nostro mondo. Lo scopo è di includere lo spettro più ampio dell'esperienza umana, minimizzando il grado al quale l'articolazione della verità cade vittima di funzionalizzazione e conflitti di potere (politica)... Il Processo di Verità Open Source assicura che il nucleo degli scritti e delle credenze della Comunità yoista si evolvano nel tempo, poiché ognuno-sulla base delle proprie dirette esperienze di Realtà-è invitato a fornire contributi e miglioramenti."
Secondo lo yoismo, un valido processo di fede deve essere basato sulla riflessione attenta sull'attuale esperienza umana (osservazione empirica). In questa visione, il credo di una persona deve essere consistente con la propria esperienza e con il proprio senso del giusto. Ancora, lo yoismo accetta che le credenze di un individuo siano sempre incomplete, e sono spesso sbagliate, fuorviate o anche deluse.  Dunque, gli yoisti credono che solamente un processo di accordo comunitario costruito in base alla verificabilità intersoggettiva può fornire un cammino praticabile verso una verità più inclusiva ed auto-correttiva. Allora, le credenze degli yoisti non sono basate su una saggezza fissata, statica, ricevuta da patriarchi morti da tempo. Piuttosto, le credenze degli yoisti sono basate sul consenso della comunità yoista, rappresentato nel Libro di Yo, open source e continuamente aggiornato.
La Verità yoista è derivata da tre sorgenti. La prima è costituita dai dati empirici dell'esperienza umana collettiva. La seconda è che ragione e logica devono essere portate a reggersi sulla nostra esperienza per creare la nostra conoscenza di come le nostre esperienze si relazionano vicendevolmente e possiamo aspettarci di porle in relazione con l'esperienza futura. La terza è che un'attenta esplorazione dei nostri sentimenti più profondi, dei nostri valori fondamentali, e dei nostri sforzi più vitali è necessaria per realizzare pienamente gli obiettivi (mete, significati) da perseguire. La Verità Open Source del continuamente evolventesi Libro di Yo è la comprensione collettiva di come utilizzare conoscenza valida nel perseguimento più efficace delle mete umane più profonde.
Gli yoisti costruiscono le loro comunità su un processo di consenso open source, sforzandosi di esprimere ciò che i componenti la comunità trovano implicato dalla loro esperienza, con dati scientifici (l'esperienza di altri raccolta e registrata sistematicamente), e con l'aspirazione dei membri della comunità in generale. Usando questo consenso su valori, significati (desideri e scopi umani), e fatti validati empiricamente (verità scientifiche intersoggettive), ovvero la Verità Open Source dello yoismo, gli yoisti affermano di sforzarsi a migliorare il mondo.

## Principi chiave dello yoismo
Gli yoisti possiedono un certo numero di credi e obiettivi, che condividono:
- Il credo nella divinità di ciascuno e di ogni sé senziente, dal quale derivano l'inizio e il fondamento di ciò che chiamano I dieci sacri principi: "Tutti gli uomini sono esseri sacri che vengono al mondo con uguali, inalienabili Diritti."
- Il credo nel pericolo delle illusioni, la falsità dei dogmi basati su fonti chiuse, statiche, non empiriche e autoritarie, e delle credenze ed azioni collettive basati su queste nozioni, inclusa la maggior parte dei movimenti di massa della storia umana come religioni, ideologie, imperialismi...
- La necessità di rimpiazzare questo credo deludente con sistemi di credenze basate su dati empirici verificabili in modo incrociato, con la necessità di elevare l'essere umano individuale, divino, senziente al limite più alto. Un sistema di credenze come quello yoista è costruito su valori e idee propri dell'Illuminismo.
- La necessità di una giustizia mondiale, che includa libertà politica, religiosa e di informazione, così come un più equo accesso alle risorse vitali.
- La necessità di "sanità ambientale", con un'accettazione razionale dei vincoli alla procreazione e del bisogno di confrontarsi con la sovrappopolazione in un ecosistema planetario chiuso.
- La necessità di creare comunità salubri, bisogno centrale e vitale dell'umanità che si è evoluta per vivere in gruppi tribali.

Con il raggiungimento di questi obiettivi, gli yoisti credono nella possibilità che ha specie umana possa cambiare l'identità frazionata e divisa del passato in un atteggiamento più cooperativo ed ecumenico verso gli altri, per raggiungere un'integrazione più stabile e sostenibile con l'ecosistema planetario.
Questo credo nella possibilità di un cambiamento profondo nei valori della società, nelle azioni e nelle relazioni è il primo dei Cinque Pilastri di Yo su cui gli yoisti affermano vada costruito il "Paradiso in Terra."

## Yo
Lo yoismo è la comunità dedicata al culto e allo studio di Yo, una parola che serve come rimpiazzo, come simbolo per quello che migliora l'esperienza di una persona sull'universo o la realtà. Gli yoisti credono che ogni esperienza individuale sia una miracolosa manifestazione di Yo. Il termine "Yo" viene usato per riferirsi alla sorgente e al mistero dietro l'universo, incluso tutto ciò che l'universo contiene, gli alberi, gli animali, le rocce, i fiumi, le stelle e le galassie.
Nonostante questa chiara terminologia religiosa (come l'uso di parole quali "credo" e "miracolo") e l'affermazione che lo yoismo sia una religione con tutte le caratteristiche fondamentali di un culto, lo yoismo si dichiara diverso da ciò che la maggior parte degli occidentali considera "religione". Si considera simile al Buddhismo, con l'eccezione che - al contrario del Buddhismo che non ha divinità o parole che indicano la "fonte" dell'esistenza - lo yoismo ammette l'esistenza di qualcosa al di là dell'esperienza terrena, chiamato "Yo".
Il culto yoista è molto simile al panteismo di Spinoza, ma gli yoisti affermano che il vero significato di "Yo" potrebbe anche essere dimostrato, anche se la psiche umana non può conoscerne nulla se la manifestazione come mondo conoscibile o esperienza umana (riprendendo le nozioni di John Locke sui limiti della conoscenza).
Lo yoismo ha somiglianze con il Taoismo, con evidenti paralleli tra Yo e Tao.  C'è una grande differenza tra i due sistemi: i seguaci del Tao non sentono il bisogno di comunicare il loro credo, il Tao sa prendersi cura di sé. Invece, ispirandosi alla tradizione Bodhisattva del "servizio compassionevole" verso il prossimo presente nel Buddhismo Mahāyāna, lo yoismo ha delle radici nell'utopismo (semplificato dal loro obiettivo di "creare il paradiso in terra") e ha una dimensione sociopolitica.
Il Taoismo, come sistema di crescita interiore, rifugge queste preoccupazioni.
Gli yoisti affermano che, per alcuni di loro, questa comprensione di Yo dà conforto, forza e un senso di calma nella relazione con l'universo, e che quindi può gettare le basi per la formazione di comunità sane e forti.
Per altri yoisti, la comprensione di Yo non ha importanza. Ciò che porta questo gruppo di yoisti a riconoscersi tali è la condivisione del credo, dei valori e degli obiettivi dello yoismo. Per questo gli yoisti si definiscono come "Il movimento del Paradiso in Terra", intendendo il "paradiso" come una possibilità concreta realizzabile nella "esperienza del mondo reale".

## Storia dello yoismo
Il primo scritto yoista postato sul sito dello yoismo è la presentazione del 27 ottobre 1998 The Word According to Yo, as Told to Daniel di Daniel Kriegman. L'articolo assume che in aggiunta al dott. Kriegman vi erano altri yoisti coinvolti nello yoismo in quel periodo.
Per allora Isaac Kriegman, uno dei fondatori dello yoismo e programmatore open source, aveva portato il concetto di open source nello yoismo come modello di sviluppo per un sistema religioso universale.
Il seguente successo di Wikipedia, che dimostrò la possibilità per un modello decentralizzato e open source di creare un deposito affidabile della conoscenza umana, ha portato il modello libero ad imporsi come nucleo centrale dello yoismo.
Yo, Inc. è una organizzazione non profit costituita per promuovere lo yoismo. L'8 marzo 2005, la Yo, Inc. venne riconosciuta come associazione di pubblica carità dalla U.S. Internal Revenue Service (con effetto retroattivo al 30 dicembre 2002).